# 哈尔斯贝里市镇
哈尔斯贝里市镇（瑞典語：Hallsbergs kommun）是瑞典中部厄勒布鲁省的一个市镇。其治所位于哈尔斯贝里。